# Liste des voies rapides de France
 (mai 2025).
Cet article donne la liste des voies rapides en France.
Ces voies rapides peuvent se trouver par exemple sur des sections de route nationale ou de route départementale ou peut-être sur route métropolitaine.
Dans certains cas, elle relient ou projettent de relier deux villes, ou deux autoroutes. Dans certains cas, il s'agit simplement d'une portion d'un itinéraire sur une route ordinaire.

## Routes nationales

### N 1 (Paris-Dunkerque)
- Contournement nord-ouest d'Amiens (N 25 - A16)

### N 7 (Paris -Menton)
À Nice, entre le quartier de Saint-Augustin et du Palais des Congrès, l’ex-nationale 7 se nomme l'ASU (« Autoroute Sud Urbaine »).

### N 10 (Paris -Hendaye)
Nombreuses sections à quatre voies entre Poitiers et Bordeaux.

### N 12 (Paris -Brest)

Tracé schématique de Vélizy-Villacoublay à Dreux.

La N 12 est en voie rapide entre l'A86 jusqu'à Dreux, avec prolongement en cours jusqu'à Alençon.
Entre Rennes et Brest, la N 12 est en voie express en norme autoroutières prolongeant l'axe A81/N157 surnommé l'Armoricaine.

### N 14 (Paris -Rouen)
Située dans le prolongement de l'A15 à la sortie de l'agglomération de Cergy-Pontoise, la voie express se termine après avoir traversé le Vexin. Il reste à mettre en 2x2 voies 60km entre le Vexin et Rouen pour achever l'axe Paris-Rouen par Pontoise.

### N 19 (Paris -Delle)

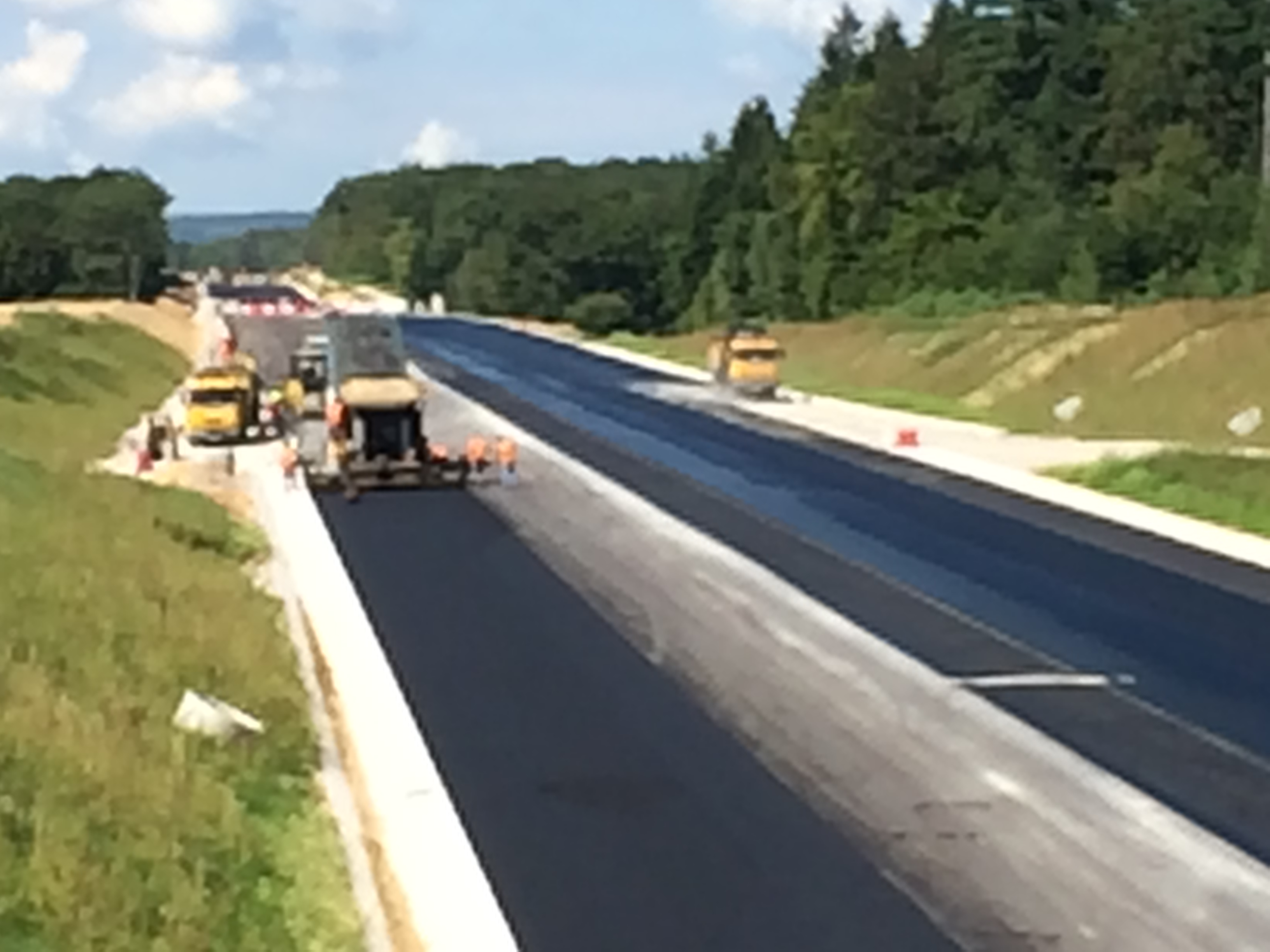
Travaux sur la portion Lure-Amblans.

- Aménagements de voie rapide en cours dans la région parisienne
- Projet d'autoroute concédée entre l'A5/A31 vers Langres à Vesoul.
- Voie express en projet entre Vesoul et Lure
- Voie express quasi achevée entre Lure et l'A16 en Suisse.

### N 20 (Paris-Bourg-Madame)
- Axe principalement en 2x2 voies depuis l'A6 via l'A10 jusqu'à l'A10 à Artenay
- Axe en 2x2 voies entre l'A64 et Vernet
- La voie expresse prolonge l'A66 entre Pamiers et Tarascon-sur-Ariège.
- L'axe est en cours d'aménagements entre Tarascon-sur-Ariège et Puigcerdà via la N-154. Prolongement jusqu'à Barcelone via l'autoroute de Montserrat.

### N 21 (Limoges-Lourdes)
- Projet d'aménagements en voie express en cours entre Villeneuve-sur-Lot et Agen
- Voie rapide inachevée entre Tarbes et Lourdes.
- Voie rapide achevée entre Lourdes et Argelès-Gazost au sud : voirie départementale (D 821)

### N 24 (Rennes-Lorient)
- Voie express aux normes autoroutières entre Lorient et Le Rheu (banlieue de Rennes).
- La section entre la rocade de Rennes et Le Rheu est une avenue en 2x2 voies urbain avec carrefours à feux très souvent saturée.

### N 27 (Rouen-Dieppe)
Situé dans le prolongement de l'autoroute A150, la section en voie express se termine à Manéhouville, le raccordement jusqu'à Dieppe est en projet

### N 82 (Roanne - Chanas)
Le tronçon en 2x2 voies entre Roanne et l'A89 est la fin de l'A77 prolongée par la N 7 jusqu'à l'A89. Cet axe se prolonge au sud vers Saint-Étienne par l'A72.

### N 87 (Grenoble)
La N 87 est une 2x2 voies contournant Grenoble entre l'axe A480/A51 et l'A41.

### N 88 (Lyon-Toulouse)

Sections de la N 88. 2013

#### Présentation
- Route nationale s'inscrivant dans le projet de liaison directe Lyon-Toulouse par le centre de la France.
- Longueur totale : 566km

#### Sections de la voie express Lyon-Toulouse mises en service
- Autoroute A7 entre Lyon et Givors (Rhône).
- Autoroute A47 entre Givors (Rhône) et Saint-Chamond (Loire).
- N88 entre Saint-Chamond (Loire) et Le Pertuis (Haute-Loire), à 2x2 voire 2x3 voies sauf le Viaduc du Lignon et la déviation d'Yssingeaux (Haute-Loire).
- N88 sur le contournement de Blavozy (Haute-Loire).
- Autoroute A75 entre Le Monastier (Lozère) et Sévérac-le-Château (Aveyron).
- N88 sur le contournement de Sévérac-le-Château (Aveyron).
- N88 sur le contournement de Recoules-Prévinquières (Aveyron).
- N88 sur le contournement de La Primaube, au Sud de Rodez (Aveyron).
- N88 sur le contournement de Tanus (Tarn), avec le Viaduc du Viaur.
- N88 sur le contournement de Carmaux (Tarn).
- N88, la jonction entre l'actuelle rocade d'Albi (Tarn) et l'autoroute A68.
- Autoroute A68 entre Albi (Tarn) et Toulouse (Haute-Garonne) (Section Montastruc (Tarn-et-Garonne)-Toulouse concédée).

#### Sections de la voie express Lyon-Toulouse en construction
- N88 sur la déviation du Puy-en-Velay (Haute-Loire).
- Viaduc de Rieucros (Mende) appelé à intégrer le futur contournement de la ville par la N88 dans sa première phase.
- N88 entre Romardies et A75-Le Monastier (Lozère).
- N88 entre La Mothe (commune de Quins) et le Viaduc du Viaur (Aveyron).
- N88 entre Tanus et le contournement de Carmaux (Tarn).
- Mise en 2x2 voies de l'actuelle rocade d'Albi (Tarn) (N88).

#### Sections de la voie express Lyon-Toulouse en projet
- N88 sur le contournement Ouest de Costaros (Haute-Loire).
- N88 sur le contournement de Pradelles (Haute-Loire) et Langogne (Lozère) (La déviation par l'Est (Lespéron) tient la corde).
- N88 sur le grand contournement Nord de Mende (Lozère) entre Pelouse et Chabannes.
- N88 entre Sévérac-le-Château et Rodez-Est (Aveyron).
- N88 sur le grand contournement Est de Rodez (Aveyron)(projet à long terme, aménagement de la rocade actuelle en cours).
- N88 sur la déviation de Baraqueville (Aveyron).

- N88 sur le grand contournement Nord-Ouest d'Albi (Tarn), ou la bretelle de Lescure-d'Albigeois (Tarn), aucun des deux tracés n'étant encore privilégié.
- la rocade sud de Saint-Étienne (de Firminy au viaduc de la Téranoire (éch. A72/E70 N488)).

### N 89 Lyon - Bordeaux
- Libourne-Bordeaux en 2x2 voies dans le prolongement de l'A89.
- Entre l'A89 vers Saint-Julien-Puy-Lavèze jusqu'à Clermont-Ferrand en passant par le Parc naturel régional des Volcans d'Auvergne, l'axe est en cours d'aménagements en 3 voies sécurisées.

### N 90 Grenoble - Bourg-Saint-Maurice
- L'axe est en voie rapide dans le département de la Savoie dans le prolongement de l'A430 jusqu'à Moûtiers, puis entre Moûtiers et Aime-la-Plagne sur certaines portions (la section est Aime-la-Plagne et Bourg-Saint-Maurice est en 2x1 voie entièrement) :

Dans le sens Moûtiers -> Aime-la-Plagne :
sur 3 km 500 pour le contournement de Pomblière (Saint-Marcel) et de Saint-Marcel
sur 1 km 500 pour le contournement de Centron (Aime-la-Plagne)
Dans le sens Aime-la-Plagne -> Moûtiers :
sur 1 km pour le contournement de Centron (Aime-la-Plagne)
sur 1 km pour le contournement de Saint-Marcel

### N 104 La Francilienne
- Voie express entre l'A10 et l'A5, puis de l'A5 à l'A4.

N 104, sorte de seconde ou troisième rocade de contournement de Paris

- La section entre l'A4 et l'A1 est une autoroute (A104).
- La section entre l'A16 et l'A13 sera ouverte pour après 2030.

### N 109 Montpellier - Lodève
Cette voie express se situe dans le prolongement de l'A750 à l'entrée de Montpellier.

### N 113 (Bordeaux-Toulouse-Marseille)
Autrefois, la route nationale 113, permettait la desserte de Bordeaux, Agen, Toulouse, Carcassonne, Montpellier, Nîmes, Arles et Marseille. Aujourd'hui ces villes sont en grande partie couvertes par d'autre routes. Une partie du trajet est assuré par des autoroutes: autoroutes A61 et A62, la partie Nord de la A9 et la partie Sud de la A7. Une partie du trajet est assuré par la N20 entre Toulouse et Grisolles.
Aujourd'hui, sont classées en RN 113 les seules portions de Saint-Martin-de-Crau à Arles et de Nîmes à Vendargues. La portion en 2×2 voies relie Arles à Saint-Martin-de-Crau entre deux portions de l’Autoroute française A54.

### N 124 Toulouse - Saint-Geours-de-Maremne
Le projet de voie rapide consiste à relier Toulouse et Auch. Une partie de la route entre Toulouse et Auch est déjà une voix rapide. Pour la section manquante entre Gimont et L'Isle Jourdain et en cours de construction depuis une décisio de 2023 et jusqu'en 2026-2027.
Saint-Geours-de-Maremne est une commune située dans un département tiers.

### N 126 Toulouse - Castres
Cet axe est partiellement en voie express sur certaines sections entre l'A68 et Castres. Une décision est prise pour qu'il devienne autoroute A69 en juin 2025. Une décision d'utilité publique est annulée et l'annulation est suspendue pur permettre la reprise du chantier. Le chantier est en cours.

### N 137 Saint-André-de-Cubzac - Saint-Malo
- Saint-Malo à Rennes : voie expresse déclassée en voie départementale.
- Rennes à Nantes : voie expresse faisant partie de la Route des Estuaires. Elle se situe dans le prolongement de l'A84.
- La Rochelle à Rochefort : Voie rapide située dans le prolongement de l'A837.

### N 141 (Limoges-Saintes)
Tronçons en construction.
Via Cognac, Jarnac, Angoulême, Saint-Junien
Son tracé est en partie celui de la RCEA (Route Centre Europe Atlantique). Le début de sa mise en 4 voies a commencé il y a de nombreuses années, mais ce grand chantier n'est toujours pas terminé.

### N 145(La Croisière-A 20-Montluçon-A 71à terme)
Via Guéret et Gouzon. incluant le contournement de Montluçon (nord), le raccordement à l’autoroute A 71 est nommé A 714.

### N 149 Poitiers - Nantes
De Nantes à Bressuire : voie express achevée.
De Bressuire à Poitiers : projet de 2x2 voies reporté à une période indéterminée. Contournement de Parthenay en projet.

### N 154 Orléans - Val-de-Reuil
- Entre l'A13 et Nonancourt (N 12) : voie expresse achevé.
- Entre Dreux en Chartres : voie expresse partiellement achevée. Le contournement de Dreux est en projet
- Entre Chartres et l'A10 : aménagements en 2x2 voies en cours de projet
- Il est prévu de mettre l'axe en autoroute concédée.

### N 157 Orléans - Rennes
La voie expresse prolonge l'A81 dans la partie bretonne jusqu'à Rennes. Elle fait partie de l'Armoricaine et est prolongée par la N 12 entre Rennes et Brest.

### N 158 Falaise - Caen
La voie expresse prolonge l'A88 jusqu'à Caen.

### N 165(Nantes-Brest)
Cette voie expresse relie Nantes à Brest via Vannes, Lorient et Quimper. Elle prolonge l'A82 et est quasiment aux normes autoroutières, sauf entre Sautron et Savenay. C'est la plus longue voie expresse continue de France avec ses 292 km.
- Aménagements en 2x3 voies avec mises aux normes autoroutières entre Savenay et Sautron en projet reporté indéfiniment.

### N 174(A84 (Guilberville)-RN13 (Carentan))
La N174 a été mise à 2x2 voies entre le rond-point de Guilberville dans la Manche et le nord de Saint-Lô. Le dernier tronçon entre Montmartin-en-Graignes et la RN 13 au niveau de Carentan a été achevé en décembre 2012, ce qui permet de relier la façade atlantique au Royaume-Uni via le port de Cherbourg-Octeville sans quitter les voies rapides.

#### D 383 : Boulevard périphérique de Lyon

Boulevard périphérique de Lyon

### N 201 Chambéry - Saint-Julien-en-Genevois
Cet axe est en voie expresse dans l'agglomération de Chambéry et sert de tronçon commun entre l'A41 et l'A43. Il est en 2x3 voies.

### N 205 Le Fayet -Tunnel du Mont-Blanc
La voie expresse prolonge l'A40 jusqu'au tunnel du Mont-Blanc.

### N 532(Valence-Bourg-de-Péage)
La voie expresse prolonge l'A49 jusqu'à l'A7 via la N 7.

## Routes départementales

### Haute Savoie

#### D 1206
La route départementale 1206 a été aménagée en voie express et mise en service en novembre 2014. La route aménagée relie désormais Rosses à Tholomaz en 2×2 voies par Saint-Cergues qui dispose de deux entrées/sorties sur son banc communal. Une vers le stade et une autre aux framboises. Ces passages sont sécurisés avec des passages dénivelés.
La route est limitée à 110 km/h.

### Bouches-du-Rhône

#### D 6
La route départementale 6 est une route reliant Pourrières et la DN7 (Var) aux Pennes-Mirabeau (Bouches-du-Rhône).
Entre Fuveau et Bouc-Bel-Air la route a été aménagée en voie express et est aux normes autoroutières. C'est une 2x2 voies séparées par un terre-plein central avec une bande d'arrêt d'urgence.
À partir de Bouc-Bel-Air, la départementale devient une autoroute (A515) qui est une autoroute de 900 mètres permettant de relier la D6 à la A51 en direction de Marseille.
La route était limitée à 110 km/h jusqu'en octobre 2023 où la limitation de vitesse a été abaissée à 90 km/h dans le but d'expérimenter si cela réduit ou pas les nuisances sonores.